# 紀元前744年
紀元前744年（きげんぜん744ねん）は、西暦（ローマ暦）による年。紀元前1世紀の共和政ローマ末期以降の古代ローマにおいては、ローマ建国紀元10年として知られていた。紀年法として西暦（キリスト紀元）がヨーロッパで広く普及した中世時代初期以降、この年は紀元前744年と表記されるのが一般的となった。

## 他の紀年法
- 干支 : 丁酉
- 中国
  - 周 - 平王27年
  - 魯 - 恵公25年
  - 斉 - 荘公贖51年
  - 晋 - 昭侯2年
  - 秦 - 文公22年
  - 楚 - 蚡冒14年
  - 宋 - 宣公4年
  - 衛 - 荘公揚14年
  - 陳 - 桓公元年
  - 蔡 - 宣侯6年
  - 曹 - 桓公13年
  - 鄭 - 武公27年
  - 燕 - 鄭侯21年
- 朝鮮
  - 檀紀1590年
- ユダヤ暦 : 3017年 - 3018年

## 死去
- 鄭の武公